# Батпакти (Осакаровський район)
Батпакти́ (каз. Батпақты) — село у складі Осакаровського району Карагандинської області Казахстану. Адміністративний центр Батпактинського сільського округу.
Населення — 907 осіб (2021; 1000 у 2009, 1399 у 1999, 1650 у 1989).
Національний склад станом на 1989 рік:
- росіяни — 48 %;
- німці — 32 %.